# Chronofotografische Flinte

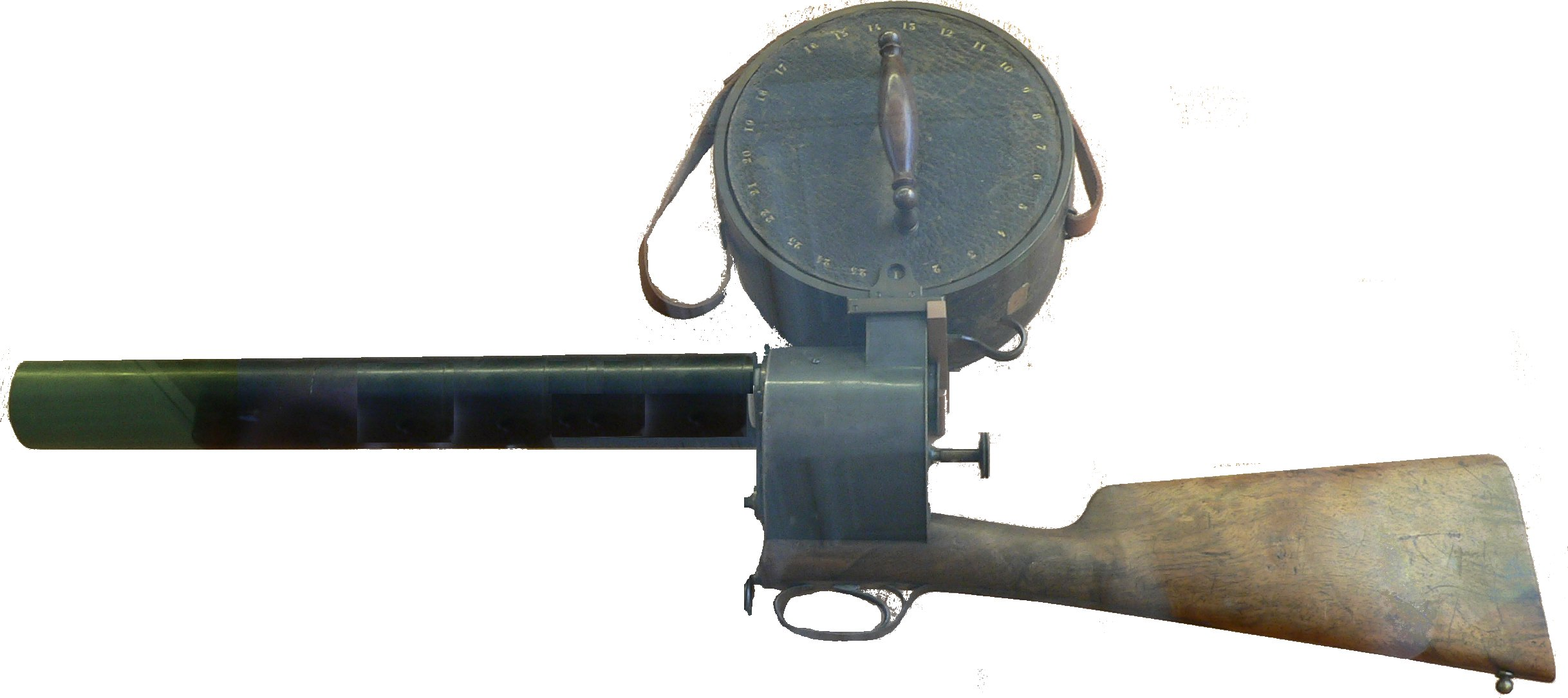
Chronofotografische Flinte nach Marey

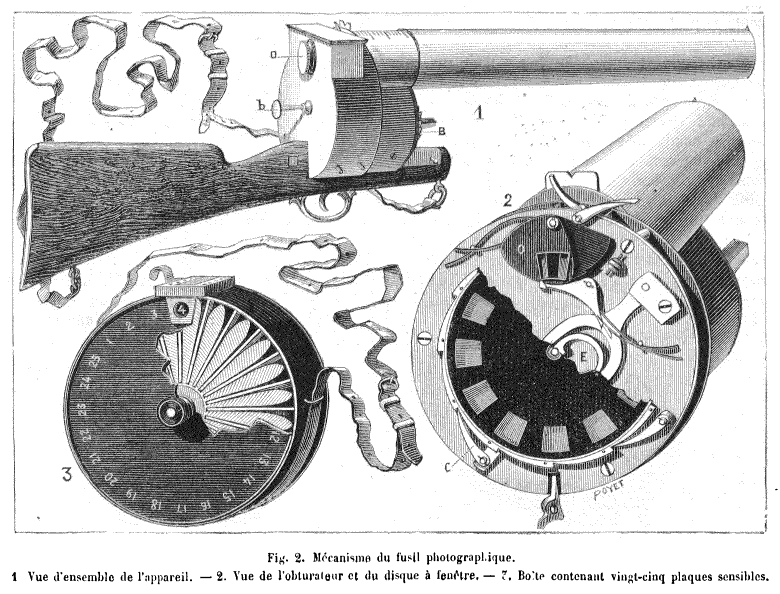
Zeitgenössische Gravur des Apparats

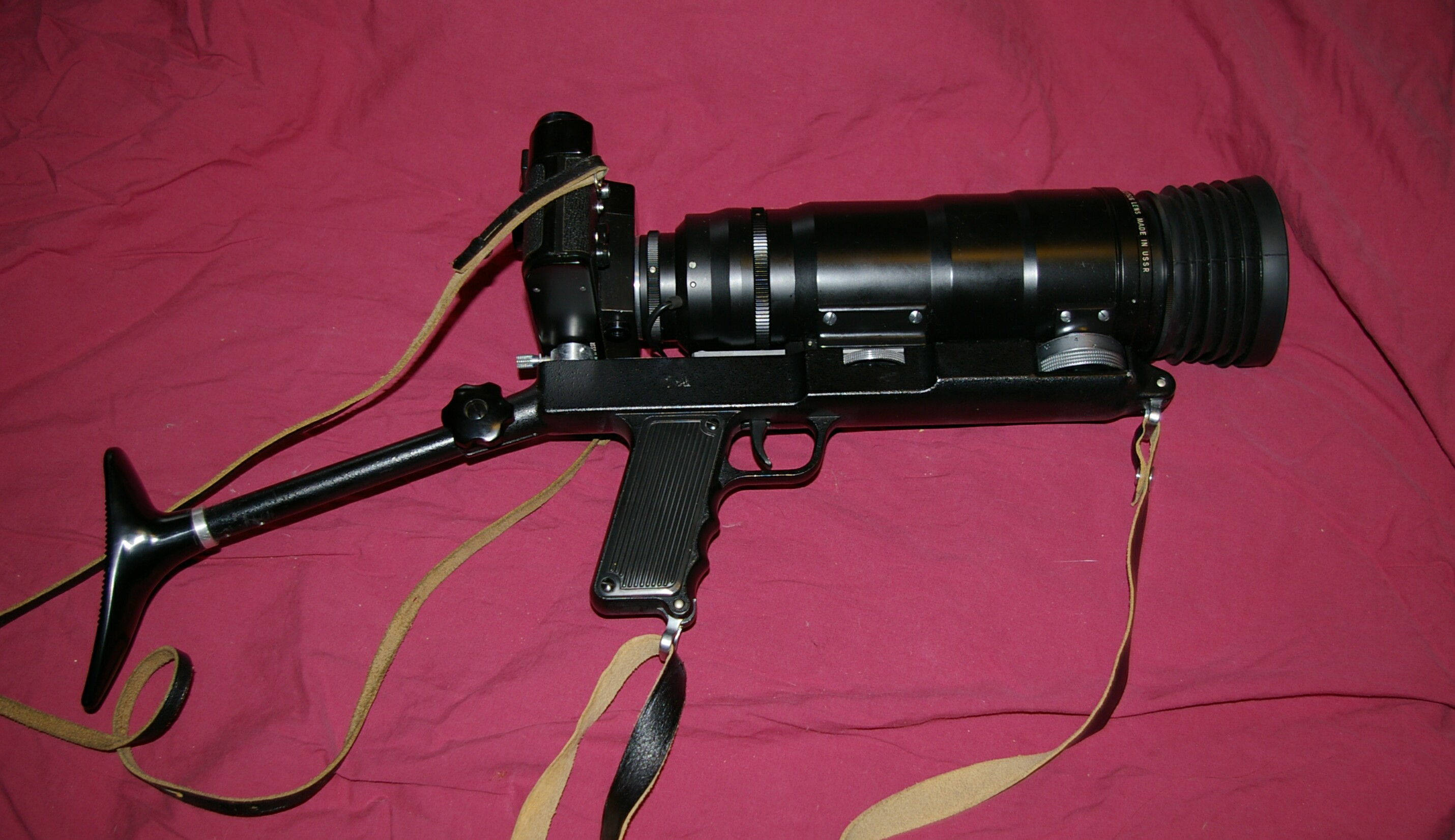
Photosniper FS-12 mit Kamera Zenit 12S

Die chronofotografische Flinte (auch bekannt als fotografisches Gewehr) ist eine Erfindung des französischen Physiologen Étienne-Jules Marey aus dem Jahr 1883, die das Visieren und Fotografieren von im Raum bewegten Objekten erlaubt.
Eadweard Muybridges (eigentlich Edward James Muggeridge) Bewegungsstudien in Animal locomotion (1877) und The Human Figure in Motion waren in aufwändigen Versuchsanordnungen mit zunächst 12, später 24 und schließlich bis zu 30 Kameras entstanden. Die chronofotografische Flinte reduzierte diesen Aufwand, indem eine ganze Serie von Belichtungen auf einer einzigen Platte festgehalten wurden. Eine später entwickelte verbesserte Version der chronofotografischen Flinte konnte dann sogar für jede Bewegungsphase ein eigenes Bild aufzeichnen.
Mareys Erfindung basierte auf dem astronomischen Revolver des französischen Astronomen Pierre Jules César Janssen von 1874.
Die chronofotografische Flinte, der chronofotografische Projektor (1889) und Muybridges Zoopraxiskop (1879) gelten als unmittelbare Vorläufer zur Erfindung des Kinematographen.

## Weitere fotografische Gewehre
In der Sowjetunion fertigten die Kamerawerke Krasnogorsk ab Mitte der 1960er Jahre ein Fotogewehr unter der Bezeichnung Photosniper oder Fotosniper mit verschiedenen Varianten. Dabei handelte es sich allerdings nicht um eine chronofotografische Kamera, sondern um eine spezielle, portable Teleobjektiv-Spiegelreflexkamera mit Schulterstativ, Pistolengriff und großer Brennweite.